# Вилхелм Канарис
Вилхелм Франц Канарис (на немски: Wilhelm Franz Canaris) е германски военен деятел, началник на Абвера (службата за военно разузнаване и военно контраразузнаване) на Нацистка Германия (1935 – 1944). Адмирал (1940).

## Биография

### Начало на военната кариера (1887 – 1918)
Канарис е роден на 1 януари 1887 г. в Аплербек (на немски: Aplerbeck), сега район на Дортмунд) в семейството на управителя на металургичен завод Карл Канарис и съпругата му Аугусте (по баща Поп). Родът му няма общо с този на гръцкия революционер и министър Константин Канарис, а произхожда от отдавна заселило се в Ломбардия гръцко семейство. Според други източници, произходът на фамилията е италиански (Canarisi), и са се заселили в Германия през 17 век.
Израства в Дуисбург, където завършва гимназия.
Постъпва през 1905 г. в Морския кадетски корпус в Кил. От 1907 г. служи на крайцера „Бремен“, участвал в блокадата на Венецуела. От януари 1910 г. е 2-ри вахтен началник на торпедния катер „V-162“, а от декември 1911 г. – на малкия крайцер „Дрезден“. След потапяването на „Дрезден“ край бреговете на Чили, Канарис и оцелелите от екипажа са задържани. След успешен опит за бягство, Канарис, представяйки се за чилийски работник, успява да прекоси почти цяла Южна Америка. Представяйки се по чужда самоличност, се качва на кораб за Европа в Буенос Айрес и през Португалия и Англия се прибира в Германия. От 1916 г. по заповед на германското разузнаване организира снабдяването на германските подводни лодки от територията на Испания и Португалия. Командир е на подводницата U-16 от 2 юни 1917 г. до 11 септември 1917 г. От ноември 1917 г. е командир на транспортната подводна лодка UC-27, от януари 1918 г. на подводната лодка U-34, от май 1918 г. на командната лодка UB-128. За отличие в боя е награден с Железен кръст 1-ви и 2-ри клас.

#### Междувоенен период
От 1919 г. е адютант на военния министър Х. Носке. От февруари 1919 г. служи в новото командване на флота на Ваймарската република. През същата година се жени за Ерика Вааг. От този брак се раждат две дъщери – Ева и Бригите.
От юни 1923 г. е старши помощник на учебния крайцер „Берлин“. През май 1924 г. е изпратен със секретна мисия в Далечния изток за да организира строителството в Япония на подводни лодки за Германия, която по условията на Версайския мирен договор нямала право да ги притежава. От октомври 1924 г. е началник на сектор подготвително-мобилизационни дейности в отдела на флота при Главното командване на Военноморските сили (ВМС). Участва в тайното въоръжаване на германските ВМС. С помощта на създадената още по време на войната агентурна мрежа реализира тайно поръчки за ВМС в Испания.
През 1925 г. е произведен в звание корветен капитан (съответства на званието капитан трети ранг), а от октомври 1926 г. е назначен за референт към щаба на ВМС.
Тясно си сътрудничи с испанските специални служби, а през 1928 г. организира подписването на „Съглашение за взаимоотношенията между полицейските управления на Испания и Германия“. Също чрез Канарис е организирано обучението на германски летци в Мароко.
От юни 1928 г. е отстранен от Главното командване и е назначен за старши помощник на командира на линейния кораб „Силезия“. От септември 1930 г. е началник-щаб на базата на ВМС Нордзе.
През 20-те години протежира Райнхард Хейдрих, който по това време е офицер във ВМС. Хайдрих, който по-късно става един от водещите офицери в SS, е уволнен от ВМС заради афера с жена.

### Втора световна война (1933 – 1945)
От септември 1933 г. Канарис е комендант на крепостта Швайнемюнде (на границата с Дания).
На 1 януари 1935 е назначен за началник на военното разузнаване и контраразузнаване (Абвер) към Войсковото управление на Военното министерство. През февруари 1938 г., след създаването на Върховното командване на вермахта, Канарис е назначен за ръководител на Управленската група по общите въпроси и са му придадени отделите на Абвера, тила и пенсионното осигуряване. От юни 1938 г. ръководи само Абвера. В началото на 1940 г. се опитва да склони висши офицери да бъде извършен военен преврат, но не намира подкрепа. През 1940 г. Канарис успява да получи сведения за плановете на Великобритания да превземе норвежки пристанища. Тази информация, предадена на командването на германския флот, дава възможност на Вермахта бързо и успешно да окупира Норвегия.
В началото на 1941 г. провежда успешна операция по дезинформация на съветското командване. Той успява да убеди съветското разузнаване, че Германия възнамерява да нападне Великобритания и по този начин да осигури внезапност на нападението над СССР.
Изказани са мнения на анализатори, че Канарис е бил разкрит като британски шпионин от Райнхард Хайдрих (който с тази цел по разкриването на особено опасен шпионин бил назначен за протектор на Бохемия и Моравия), който успява въз основа на контраразузнавателна информация получена от Чешката съпротива, да установи и да се досети кой субект се крие зад шпионските инициали на Паул Тюмел (агент А-54), предавал изключително ценни сведения от най-висшите кръгове на Нацистка Германия на Сикрет Сървиз. В деня на атентата ръководителя на РСХА заминавал за Берлин за насрочена лична среща с фюрера. Още на 18 май 1942 г. Хайдрих извиква щефа на Абвера адмирал Вилхелм Канарис в Прага и след драматичен разговор го принуждава да се съгласи Абверът да бъде подчинен на Главното управление на безопасността, чийто началник е именно Хайдрих. Това е началото на края на Канарис и навярно аргументът, който Хайдрих изложил пред Канарис, е бил изключително силен и сериозен, за да може пред него да сведе глава всесилният тогава шеф на нацисткото военно разузнаване. По всяка вероятност, това е и причината от Лондон да настояват на „всяка цена“ от чешките диверсанти да бъде ликвидиран Хайдрих. Презумира се, че Канарис по сигурен канал успял да предупреди Лондон за случващото се, и английското разузнаване, за да спаси и запази ценната информация, която получава от своя сътрудник Канарис, решава, че единственото което може да направи, за да осуети заплануваната рокада, е да се избави от Хайдрих (въпреки очакваните репресии срещу чехите от страна на немците).
Следвоенните анализатори на събитията изтъкват в подкрепа на тази теза за действителната причина за извършването на атентат на „всяка цена“, че всъщност Вилхелм Канарис със своята служба седи в основата на загубата на Сталинградската битка, поради липсващата информация за Обединеното командване на Вермахта за наличието на цели руски армии зад фронта около Сталинград през есента на 1942 г. Провалът на немците при Сталинград е действително грандиозен, и несъмнено се дължи на пропуски на нацисткото военно разузнаване. Резултатът от битката облагодетелствал най-вече британците, понеже те подкрепяли всячески Съветите по това време, докато в противен случай бъдещето на Британия било предрешено.

#### Разузнавателните служби (1942 – 43)
В периода 1942 – 43 г. установява добри връзки с разузнавателните служби на съюзниците от антихитлеристката коалиция и през лятото на 1943 г. се среща в Сантандер (Испания) с ръководители на английската и американската разузнавателни служби. Пред тях той представя план за примирие със западните държави и продължаване на военните действия на Изток. През 1942 г. положението на Канарис се разклаща заради провала на организираното от него въстание в Южна Африка, операция „Тигър“ (афгано-индийски конфликт), „Шамил“ (въстание в Кавказ) и др. В началото на 1943 г. няколко сътрудници на Абвера са арестувани от Гестапо, тъй като са заподозрени, че организират покушение срещу Хитлер. Започва и разследване на дейността на цялата разузнавателна служба на Канарис. След поредицата провалени операции, ръководени от Канарис, през февруари 1944 г. Хитлер иска отстраняването му от длъжност, както и преподчиняването на голяма част от Абвера на СС.
След оставката на Канарис, той е изпратен в замъка Лауенщайн, като му е забранено да го напуска. От юни 1944 г. е уволнен в запаса, а от юли същата година е назначен за адмирал за специални задачи и началник-щаб на ОКВ по въпросите на търговската и икономическата война. В средата на 1944 г. бивши сътрудници на Абвера уведомяват Канарис, че се готви покушение срещу фюрера.
През юли 1944 г. по заповед на началника на Гестапо Хенрих Мюлер Канарис е арестуван лично от началника на външнополитическото разузнаване Валтер Шеленберг. Следствието обаче не успява да докаже съучастието на Канарис в заговора. От началото на февруари 1945 г. заедно с други подследствени е изпратен в концлагера Флосенбюрг. Няколко дни по-късно двама войника намират личния дневник на Канарис, в който той се изказва отрицателно за Хитлер. Самият Хитлер изисква „незабавното унищожаване на предателя“. На 8 април специален съд във Флосенбюрг (с председател Гупенкотен) го осъжда на смърт и на 9 април той е обесен. Един от палачите-есесовци дава показания пред съда, че Канарис бил обесен с железен нашийник и умрял в мъки половин час след обесването. Телата на осъдените били изгорени в двора на концлагера.
След войната Ервин Лахоузен – бивш адмирал в щаба на Канарис, казва: „Той мразеше Хитлер, неговата система и методи. Той мразеше войната...“.

## Военна декорация
- Почетен кръст на фронтовак;
- Отличителен знак на подводничар, участвал във войната (1918);
- Кръст „За военни заслуги“ с мечове II степен;
- Кръст „За военни заслуги“ с мечове I степен;
- Железен кръст (1914)
  - II степен
  - I степен;
- Железен кръст (1939) – II и I степен, повторно
- Германски кръст – сребърен

## Филми и книги за Канарис
- През 1954 г. излиза биографичният филм „Канарис“ („Canaris“);[3]
- Образът на Канарис е развит във филма The Eagle Has Landed (1976);[4]
- Адмирал Канарис се появява в българския сериал Сами сред вълци (1979), който разказва историята на Александър Пеев.